# Manuel Jesús Obín
Manuel Jesús Obín y Charún, (Lima, 19 de junio de 1841-ib., 2 de diciembre de 1905) fue un escritor, periodista, contable y político peruano. Dirigente del Partido Demócrata, fue ministro de Hacienda durante el gobierno constitucional de Nicolás de Piérola.

## Biografía
Hijo de Gaspar Obín y Martina Charún. Estudió en el Seminario de Santo Toribio. Bajo la orientación paterna aprendió el oficio de contable. En 1860 consiguió empleo en la contaduría de la Sociedad de Beneficencia Pública de Lima, actividad a la que estaría ligado a lo largo de su vida, pero también se dedicó al periodismo y la política.
El 27 de mayo de 1871 se casó con la piurana Josefa María Távara Renovales, hija de Juan Antonio Távara y hermana de Santiago Távara Renovales (el que fuera uno de los médicos de la tripulación del monitor Huáscar).
De 1870 a 1878 fue redactor del diario católico La Sociedad, a través de cuyas columnas respaldó a los canónigos Manuel Tovar y Agustín Obín y Charún (este último su hermano), que eran grandes oradores y polemistas, defensores de los fueros de la Iglesia. Por entonces se convirtió en partidario del caudillo Nicolás de Piérola, a quien acompañó a lo largo de su trayectoria política. En julio de 1884 formó parte de la junta directiva del recién fundado Partido Demócrata o pierolista.
De 1884 a 1890 fue director del diario El País, órgano de difusión de su partido. Su firma aparece en una declaración de principios de 1889 a través de la cual el Partido Demócrata anunciaba su participación en las elecciones de 1890, con Piérola como candidato presidencial. Pero el gobierno del general Andrés A. Cáceres respaldó con todo el aparato gubernamental a su candidato Remigio Morales Bermúdez y arremetió contra los pierolistas. Piérola fue encarcelado y el diario El País cerrado.
No fue sino hasta después de la guerra civil de 1894-1895 (en la que la coalición cívico-demócrata encabezada por Piérola venció al cacerismo), cuando Obín pudo acceder a la función estatal. Fue nombrado director general de Hacienda, durante el gobierno de transición de la Junta de Gobierno presidido por Manuel Candamo (1895).
Cuando finalmente asumió Nicolás de Piérola como presidente constitucional de la República, Obín formó parte de su segundo gabinete ministerial como ministro de Hacienda, cargo que desempeñó de 30 de noviembre de 1895 a 8 de agosto de 1896. En 1899 publicó en El País un relato sobre los detalles de la sucesión de Piérola, que más tarde reunió en un folleto. Este y otros escritos suyos son fuente valiosa para el estudio de los sucesos políticos de dicha época.
También fue elegido senador suplente por Lima (1896-1898) y presidente del Tribunal Mayor de Cuentas (1897-1900). Asimismo, retornó a la Sociedad de Beneficencia Pública como jefe de la contabilidad.
Finalizado el gobierno de Piérola, siguió al lado del exmandatario, esta vez como contador de la Sociedad Constructora La Colmena, que este fundó para proseguir con el ordenamiento y embellecimiento de la capital iniciados en su gobierno.
En 1900 integró la lista encabezada por Piérola para las elecciones municipales de Lima, la que perdió ante la lista liderada por Federico Elguera Seminario.
Fue uno de los miembros fundadores Instituto Histórico del Perú (1905).

## Publicaciones
Publicó diversas obras de recopilación histórica y testimonios de la política de su tiempo.
- Los anales parlamentarios del Perú (1895), en coautoría con Ricardo Aranda. Aunque se limita al desarrollo del primer Congreso Constituyente del Perú, ha servido de modelo para publicaciones similares.
- Ojeada histórica de la revolución americana en los 20 años que precedieron a la Independencia del Perú (1896)
- Política peruana: hombres y cosas, notas íntimas (1900)
- La revolución de 1894-1895 (1901)
- Reminiscencias y revelaciones (1901).